# بيل غارفيلد
بيل غارفيلد (بالإنجليزية: Bill Garfield)‏ هو لاعب كرة قاعدة أمريكي، ولد في 26 أكتوبر 1867 في شفيلد في الولايات المتحدة، وتوفي في 16 ديسمبر 1941 في دانفيل في الولايات المتحدة.